# Садовка (Городищенский район)
Садовка — посёлок в Городищенском районе Пензенской области России. Входит в состав Русско-Ишимского сельсовета.

## География
Посёлок находится в восточной части Пензенской области, в лесостепной зоне, на левом берегу реки Каменный Брод, к северу от автотрассы М5, на расстоянии примерно 13 километров (по прямой) к западу-юго-западу (WSW) от города Городище, административного центра района. Абсолютная высота — 251 метр над уровнем моря.
Климат
Климат характеризуется как континентальный, с холодной зимой и жарким летом. Среднегодовая температура — 3,1 °C. Средняя температура воздуха самого холодного месяца (января) составляет −12,9 °C; самого тёплого месяца (июля) — 19 °C. Годовое количество атмосферных осадков — 673 мм, из которых 415 мм выпадает в период с апреля по октябрь. Снежный покров держится в среднем 146 дней.

## История
д. Каменный ключ (Самодуровка) Городищенского уезда в составе Пензенского наместничества (с 1780). С 1796 года в составе Пензенской губернии.
В 1763 году деревня показана как вотчина вдовы корнета князя Григория Андреева сына Мансырева жены Татьяны Степановой дочери.
В 1785 году в селе Самодуровке помещиками показаны Мария Степановна Дертева (35 ревизских душ), Егор Степанович Мартынов (27 рев. душ) в составе Ишимской волости Городищенского уезда. В 1864-77 годах при деревне был винокуренный завод. 
В 1879 году построена деревянная церковь во имя Николая Чудотворца, до постройки церкви приход находился в селе Николо-Барнуки. Четвертую часть населения составляли старообрядцы-поповцы. 
В 1896 году работала школа грамоты. 
В 1912 году — в составе Ишимской волости Городищенского уезда. 
12 июня 1952 года Самодуровка переименована в Садовку. Районный Совет ходатайствовал о присвоении населенному пункту названия Тимофеевка, по имени павшего в бою уроженца села, Героя Советского Союза Тимофея Алексеевича Симакова. Но по какой-то причине ходатайство не было удовлетворено, и село получило название Садовка. 
На юго-западе и к югу от деревни — два буртасских городища.

## Население
| 2010 |
| ---- |
| 61   |

Половой состав
По данным Всероссийской переписи населения 2010 года в гендерной структуре населения мужчины составляли 54,1 %, женщины — соответственно 45,9 %.
Национальный состав
Согласно результатам переписи 2002 года, в национальной структуре населения русские составляли 93 % из 56 чел.

## Известные уроженцы
- Гавриил Мелекесский — священнослужитель Русской православной церкви.
- Симаков Тимофей Алексеевич — Герой Советского Союза (1945).